# Hans Kristian Skibby
Hans Kristian Skibby, né le 18 janvier 1969 à Brædstrup (Danemark), est un homme politique danois, membre du Parti populaire danois, puis des Démocrates danois.

## Biographie
Hans Kristian Skibby est cadre de profession, étant successivement responsable de transport, d'entrepôt ou de logistique dans différentes entreprises dans les années 1990.
Engagé au sein du Parti populaire danois, il est conseiller municipal de Tørring-Uldum à partir de 1998, puis de Hedensted à partir de 2006 après une fusion de communes.
Il est candidat aux novembre 2001, sans parvenir à remporter de siège, mais en devenant toutefois suppléant pour son parti dans sa circonscription. À ce titre, il siège comme membre temporaire du Folketing pendant quelques semaines au printemps 2002.
Il est élu député de plein exercice lors des élections législatives de février 2005. Après ce dernier scrutin, il devient le porte-parole de son groupe parlementaire pour la défense et les situations d'urgence.
Il remporte un deuxième mandat lors des élections législatives de novembre 2007. Il devient alors président de la commission parlementaire sur les communes.
Il est réélu pour un troisième mandat lors des élections de septembre 2011. Il devient alors le porte-parole de son groupe pour le développement international et le commerce.
Il est réélu lors des élections législatives de juin 2015 qui marquent un score historique pour le Parti populaire danois. Pendant son quatrième mandat, il est le porte-parole de son groupe sur les questions de croissance et de commerce.
Il est réélu pour un nouveau mandat lors des élections législatives de juin 2019, à l'issue desquelles il devient le porte-parole de son groupe sur les transports et le commerce,.
En février 2022, il annonce quitter le Parti populaire danois, en protestation contre Morten Messerschmidt, élu à sa présidence en janvier. Il siège alors comme indépendant au Folketing.
En août 2022, il rejoint les Démocrates danois, le nouveau parti de l'ancienne ministre libérale Inger Støjberg, en étant investi par le mouvement comme candidat aux élections législatives. Il est réélu pour un sixième mandat lors des élections législatives du 1er novembre 2022. Il devient alors le porte-parole du groupe parlementaire des Démocrates danois pour la fiscalité, l'environnement, l'agriculture et l'alimentation. Il prend également la présidence de la commission parlementaire sur l'environnement et l'alimentation.